# Lecanicillium psalliotae
Lecanicillium psalliotae är en svampart som först beskrevs av Treschew, och fick sitt nu gällande namn av Zare & W. Gams 2001. Lecanicillium psalliotae ingår i släktet Lecanicillium och familjen Cordycipitaceae.   Inga underarter finns listade i Catalogue of Life.